# Abattoir Blues/The Lyre of Orpheus
Az Abattoir Blues/The Lyre of Orpheus a Nick Cave and the Bad Seeds tizenharmadik albuma, amely 2004. szeptember 20-án jelent meg. Szerepel az 1001 lemez, amit hallanod kell, mielőtt meghalsz című könyvben.

## Az album dalai
| 1. | Get Ready for Love                 | Nick Cave, Warren Ellis, Martin Casey, Jim Sclavunos | 5:05 |
| 2. | Cannibal's Hymn                    | Cave                                                 | 4:54 |
| 3. | Hiding All Away                    | Cave                                                 | 6:31 |
| 4. | Messiah Ward                       | Cave                                                 | 5:14 |
| 5. | There She Goes, My Beautiful World | Cave                                                 | 5:17 |
| 6. | Nature Boy                         | Cave, Ellis, Casey, Sclavunos                        | 4:54 |
| 7. | Abattoir Blues                     | Cave, Ellis                                          | 3:58 |
| 8. | Let the Bells Ring                 | Cave, Ellis                                          | 4:26 |
| 9. | Fable of the Brown Ape             | Cave                                                 | 2:45 |

| 1. | The Lyre of Orpheus  | Nick Cave, Warren Ellis, Martin Casey, Jim Sclavunos | 5:36 |
| 2. | Breathless           | Cave                                                 | 3:13 |
| 3. | Babe, You Turn Me On | Cave                                                 | 4:21 |
| 4. | Easy Money           | Cave                                                 | 6:43 |
| 5. | Supernaturally       | Cave                                                 | 4:37 |
| 6. | Spell                | Cave, Ellis, Casey, Sclavunos                        | 4:25 |
| 7. | Carry Me             | Cave                                                 | 3:37 |
| 8. | O Children           | Cave                                                 | 6:51 |

## Közreműködők
- Nick Cave – ének, zongora
- Mick Harvey – gitár
- Thomas Wydler – dob, ütőhangszerek
- Martin Casey – basszusgitár
- Conway Savage – zongora
- Jim Sclavunos – dob, ütőhangszerek
- Warren Ellis – hegedű, mandolin, bouzouki, fuvola
- James Johnston – orgona
- London Community Gospel Choir: Ase Bergstrom, Lena Palmer, Wendy Rose, Stephanie Meade, Donovan Lawrence, Geo Onayomake